# Collisione zero
Collisione zero (Crash Point Zero o Extreme Limits) è un film d'azione statunitense del 2001 diretto da Jim Wynorski.
Il film è conosciuto in Italia anche con i titoli Crash Point Zero e Crash Point Zero - Collisione Zero.

## Trama
Un raggio della morte inventato da Nikola Tesla viene scoperto in Siberia dal dottor Maurice Hunter. Mentre viene trasportato negli Stati Uniti, l'aereo si schianta in Canada. L'agente della CIA Jason Ross ha il compito di recuperare il dispositivo prima che cada in mani nemiche, in particolare in quelle del criminale Julian Beck.

## Produzione
Girato con un budget basso, il film incorpora una grande quantità di riprese da altri film e venne distribuito solo per il circuito direct-to-video. Il film è prevalentemente un film d'azione ma incorpora alcuni elementi di fantascienza per le modalità di funzionamento del raggio della morte.
Il film fu prodotto da William B. Steakley e T.K. Terrier, girato a gennaio del 2000 a Bishop, Pasadena e nel Sable Ranch di Santa Clarita, in California. e diretto da Jim Wynorski con il nome di Jay Andrews. Wynorski è accreditato anche come produttore esecutivo. Treat Williams interpreta il protagonista, l'agente Jason Ross.

## Distribuzione
Il film fu distribuito negli Stati Uniti nel 2001, più di un anno dopo il completamento, con il titolo di Extreme Limits da New City Releasing e Wynorski Collections Corporation.
Alcune delle uscite internazionali sono state:
- negli Stati Uniti il 14 marzo 2001 (Extreme Limits)
- in Giappone il 23 marzo 2001 (in anteprima)
- in Germania il 28 agosto 2001 (Final Crash - Concorde in den Tod, in DVD)
- in Svezia il 1º giugno 2005 (Extreme Limits, in DVD)
- in Ungheria il 3 novembre 2005 (Titkos fegyver, in prima TV)
- in Francia il 23 settembre 2006 (Crash Point Zero, in prima TV)
- in Italia (Crash Point Zero, Crash Point Zero - Collisione Zero o Collisione Zero)
- in Spagna (En poder del mal)
- in Turchia (Sifirin altinda)
- in Grecia (Syntrivi stin Alaska)

## Promozione
La tagline è: "The struggle for survival starts now..." ("La lotta per la sopravvivenza inizia ora...").